# Gen (powieść)
Gen – powieść z gatunku horror pióra brytyjskiego pisarza Johna Brosnana wydana pod pseudonimem Harry Adam Knight.

## Fabuła
Grupa młodych ludzi, dryfujących na morzu po zatopieniu ich jachtu, dociera do samotnej platformy, która wydaje się opuszczona. Okazuje się jednak, że znajduje się tam ktoś jeszcze – żywa istota, zdolna zmieniać kształt i formę, upodabniając się do wszystkiego, co napotka na swojej drodze.

## Podobieństwa
Pomysł przypominać może powstały cztery lata wcześniej film Coś (film), w którym także grupa odciętych od świata ludzi musiała zmierzyć się z istotą potrafiącą zmieniać kształt i przybierać wygląd tych, których zabiła.
.

## Ekranizacja
W 1995 Bob Keen nakręcił film bazujący na powieści Brosnana. Nosił on tytuł Proteus (nawiązujący do mitologicznego Proteusza).

## Polskie wydanie
Książka została wydana po polsku w 1990, jako pierwsza powieść grozy w serii horror wydawnictwa Phantom Press International, wówczas korzystającego jeszcze z nazwy Fantom Press.